# André Lacoste
Pour les articles homonymes, voir Lacoste.
André Lacoste est un acteur québécois. Il est également celui qui personnifie le personnage du garagiste dans les publicités de Honda aux côtés de Martin Matte.

## Filmographie
- 1982 : Pied de poule (comédie musicale) Roger, un policier
- 1984 : Un amour de quartier (série télévisée) : Le commis
- 1985 : L'Agent fait le bonheur (série télévisée) : Voix
- 1985 : Agnès de Dieu (Agnes of God) : Male Patient
- 1988 : Lance et compte : Deuxième saison (feuilleton TV) : Lucien Binette
- 1988 : Cœur de nylon
- 1990 : Le Marché du couple
- 1991 : Nelligan : Le passant
- 1991 : L'assassin jouait du trombone : Tremblay
- 1993 : Matusalem : Musicien captif
- 1990 : Watatatow (série télévisée) : Jocelyn Turmel (1993-2005)
- 1994 : La Vie d'un héros : Louis adulte
- 1994 : Reality Show (Louis 19, le roi des ondes) : Homme ordinaire
- 1994 : Les grands procès (TV) : Michel Béland
- 1995 : Scoop IV (TV) : Normand Marchand
- 1997 : La Conciergerie : Garagiste
- 1997 : Lassie (TV) : Marcel
- 2000 : Hochelaga : Stash
- 2001 : Varian's War (TV) : Real Estate Agent
- 2002 : Les Dangereux : Milkman
- 2004 : Les Bougon, c'est aussi ça la vie! (série télévisée) : Beaudoin
- 2004 : Une grenade avec ça?  Série télévisée   : Réal Patris
- 2004 : Taking lives - destins violés (Taking Lives) : Cashier
- 2004 : L'Espérance : Benoît
- 2004 : Monica la mitraille : Client qui gueule
- 2005 : Saints-Martyrs-des-Damnés : Émile (quincailler)
- 2005 : Trudeau II: Maverick in the Making (feuilleton TV) : Jean Drapeau
- 2008 : Dans une galaxie près de chez vous 2 (film Québécois) : Ingénieur
- 2009 : Le Bonheur de Pierre : Marcel
- 2012 : L'Affaire Dumont : Cyril Dumont